# جان جاك
جان جاك (بالفرنسية: Jean-Jacques)‏ هو مغني فرنسي، ولد في 17 يناير 1956 في تولون في فرنسا.

## وصلات خارجية
- جان جاك على موقع ميوزك برينز (الإنجليزية)
- جان جاك على موقع ديسكوغز (الإنجليزية)